# Zabrat
Zabrat (ryska: Забрат) är en ort i Azerbajdzjan.   Den ligger i distriktet Baku, i den östra delen av landet, 12 km norr om huvudstaden Baku. Zabrat ligger 23 meter över havet och antalet invånare är 21 396. Den ligger vid sjön Zabrat Gölü.
Terrängen runt Zabrat är platt. Runt Zabrat är det tätbefolkat, med 982 invånare per kvadratkilometer.. Närmaste större samhälle är Baku, 11,8 km söder om Zabrat. 
Omgivningarna runt Zabrat är i huvudsak ett öppet busklandskap.